# دو کاتالونیایی
دو کاتالونیایی (اسپانیایی: Dos Cataluñas‎) یک فیلم مستند به کارگردانی آلوارو لونگوریا درباره تفاوت‌های ایدئولوژی مناطق مختلف اسپانیا در انتخابات است که در سال ۲۰۱۸ منتشر شد.
این فیلم در ۲۸ سپتامبر ۲۰۱۸ توسط نتفلیکس منتشر شد.